# Dragväg

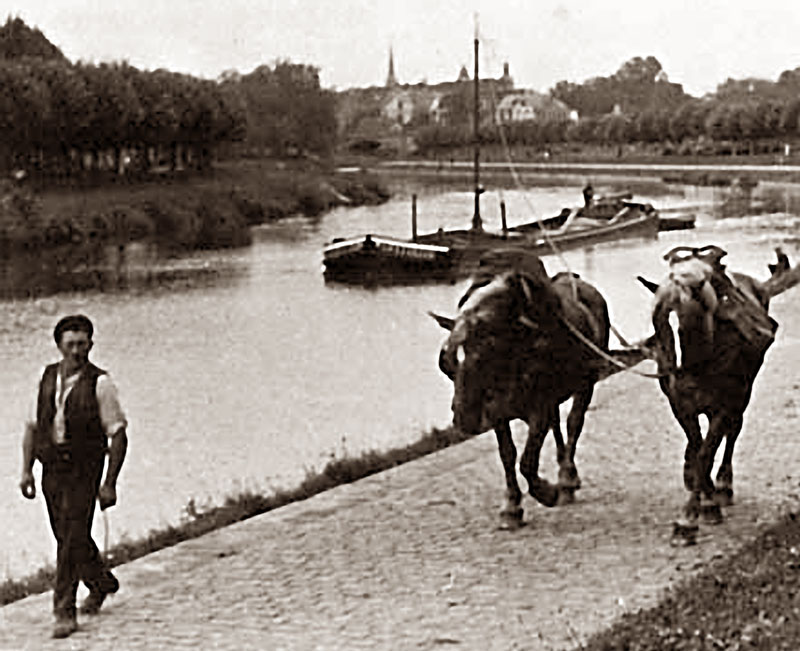
Dragning med häst på en dragväg längs Finowkanalen i Tyskland (1890-tal).

En dragväg är en vid sidan av en kanal eller flod anlagd väg för dragning av fartyg. eller pråm.

## Historik
Innan fartyg var utrustade med motordrift eller kunde bogseras av motordrivna fartyg var det vanligt att hala eller dra större båtar längs smala vattendrag som kanaler eller floder. Via rep var fartygen förbundna med dragdjur, exempelvis hästar. Även människor kunde fungera som dragare. Idag används dragvägar gärna som cykel- och vandringsvägar.